# Pleš

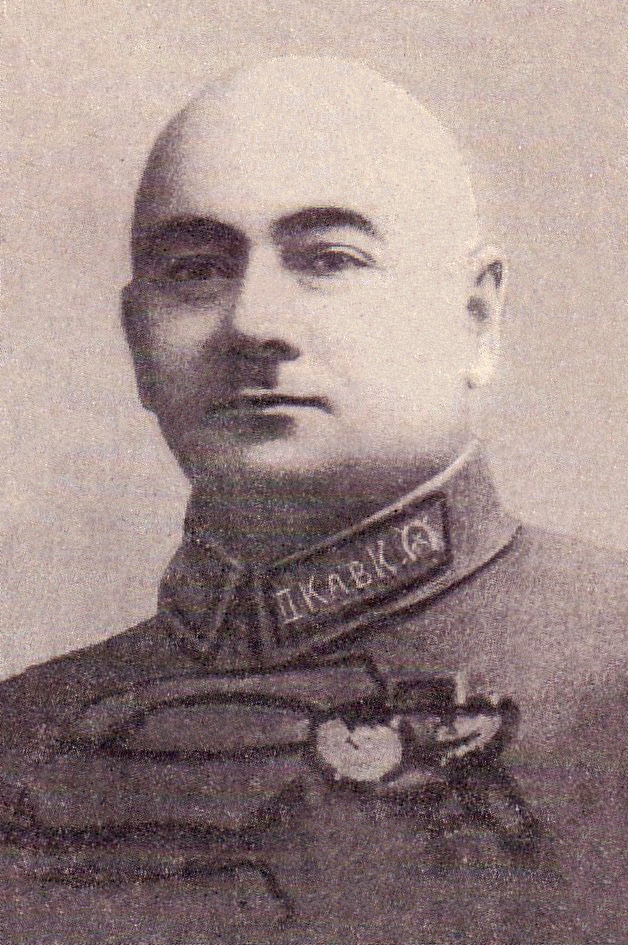
Revolucionář Grigorij Kotovskij vešel do dějin Sovětského svazu jako symbol plešatého muže a vyholená hlava v SSSR byla všeobecně nazývána „kotovským účesem“

Pleš je nejběžnějším typem alopecie. Jde o řídnutí či ztrátu vlasů na hlavě a je charakteristická pro muže, u kterých se v nějakém věku objeví ve většině případů. Zpravidla se rozvíjí podle určitého prostorového vzorce, buď nejprve přes tzv. kouty a „tonzuru“, které se posléze mohou propojit, nebo jde o postupné ustupování vlasové hranice z čela dozadu.
Postupné řídnutí vlasů, tzv. plešatění, je považováno za vrozený a dědičný proces, při kterém dochází ke změnám v kůži (konkrétně folikulů) a k následnému vypadávání vlasů v určitých oblastech hlavy. Vliv na vznik a šíření pleše má však i stres či výživa. Její rozvoj je spojen s produkcí testosteronu a typický je především pro muže ve věku 35–50 let. Může se však objevit i dříve, výjimečně i před 20. rokem věku. Někdy postihuje i ženy, pro něž jde obvykle o velký estetický problém, který často skrývají pomocí paruky. Také plešatí muži někdy nosí paruku či příčesek (tupé), nebo ztrátu vlasů na temeni řeší tzv. přehazovačkou (udržování delších pramenů na boku hlavy a jejich česání přes temeno), časté je také radikální řešení v podobě holení celé lebky.
Plešatění na hlavě nesouvisí s ostatním ochlupením na těle, plešatý člověk může být ochlupený silně, průměrně i naopak málo.
Jelikož je pleš spojená s mužstvím a vyšším věkem, vyvinulo se stříhání či vyholování vlasů v některých kulturách jako přechodový rituál (objevuje se ve Starém zákoně; později se používala tzv. tonzura u duchovních osob, vlasy byly střihány také odvedencům na vojnu).